# In the Flesh Tour
In the Flesh Tour – ósma trasa koncertowa grupy Pink Floyd, która odbyła się w 1977 r.  Obejmowała 28 koncertów w Europie, 25 w USA i 1 w Kanadzie.

## Program koncertów

### Część 1 – Animals
1. „Sheep”
2. „Pigs on the Wings 1”
3. „Dogs”
4. „Pigs on the Wings 2”
5. „Pigs (Three Different Ones)”

### Część 2 – Wish You Were Here
1. „Shine On Your Crazy Diamonds (Part I-V)”
2. „Welcome to the Machine”
3. „Have a Cigar”
4. „Wish You Were Here”
5. „Shine On Your Crazy Diamonds (Part VI-IX)”

### Bisy
1. „Money”
2. „Us And Them”

Po wyżej wymienionych utworach zespół zagrał w Oakland utwór „Careful with that Axe, Eugene”. Natomiast na koncercie w Montrealu po tych samych wyżej wymienionych utworach zespół zagrał utwór „Blues”.

## Lista koncertów

### Europa
- 23 i 24 stycznia – Dortmund, Niemcy – Westfalenhalle
- 26 i 27 stycznia – Frankfurt, Niemcy – Festhalle
- 29 i 30 stycznia – Berlin, Niemcy – Deutschlandhalle
- 1 lutego – Wiedeń, Austria – Stadthalle
- 3 i 4 lutego – Zurych, Szwajcaria – Hallenstadion
- 17, 18 i 19 lutego – Rotterdam, Holandia – Ahoy Rotterdam
- 20 lutego – Antwerpia, Belgia – Sportpaleis
- 22, 23, 24 i 25 lutego – Paryż, Francja – Pavillon de Paris
- 27 i 28 lutego – Monachium, Niemcy – Olympiahalle
- 15, 16, 17, 18 i 19 marca – Londyn, Anglia – Wembley Arena
- 28, 29, 30 i 31 marca – Stafford, Anglia – New Bingley Hall

### Ameryka Północna
- 22 kwietnia – Miami, Floryda, USA – Miami Baseball Stadium
- 24 kwietnia – Tampa, Floryda, USA – Tampa Stadium
- 26 kwietnia – Atlanta, Georgia, USA – The Omni
- 28 kwietnia – Baton Rouge, Luizjana, USA – LSU Assembly Center
- 30 kwietnia – Houston, Teksas, USA – Jeppessen Stadium
- 1 maja – Fort Worth, Teksas, USA – Tarrant County Convention Center
- 4 maja – Phoenix, Arizona, USA – Veterans Memorial Coliseum
- 6 i 7 maja – Los Angeles, Kalifornia, USA – Anaheim Stadium
- 9 i 10 maja – Oakland, Kalifornia, USA – Oakland-Alameda County Coliseum
- 12 maja – Portland, Oregon, USA – Memorial Coliseum
- 15 maja – Milwaukee, Wisconsin, USA – County Stadium
- 17 czerwca – Louisville, Kentucky, USA – Freedom Hall
- 19 czerwca – Chicago, Illinois, USA – Solder Field
- 21 czerwca – Kansas City, Missouri, USA – Kemper Arena
- 23 czerwca – Cincinnati, Ohio, USA – Riverfront Coliseum
- 25 czerwca – Cleveland, Ohio, USA – Municipal Stadium
- 27 czerwca – Boston, Massachusetts, USA – Boston Garden
- 28 i 29 czerwca – Filadelfia, Pensylwania, USA – The Spectrum
- 1, 2, 3 i 4 lipca – New York City, Nowy Jork, USA – Madison Square Garden
- 6 lipca – Montreal, Quebec, Kanada – Montreal Forum

## Muzycy
- David Gilmour – gitara prowadząca, wokal
- Roger Waters – gitara basowa, gitara rytmiczna, wokal
- Richard Wright – keyboardy, wokal
- Nick Mason – perkusja

## Muzycy dodatkowi
- Snowy White – gitara elektryczna i gitara basowa
- Dick Parry – saksofon i keyboardy wspomagające